# Max Immelmann
Max Immelmann (Dresden, 21 de setembro de 1890 – Sallaumines, 18 de junho de 1916) foi um aviador alemão da Primeira Guerra Mundial.

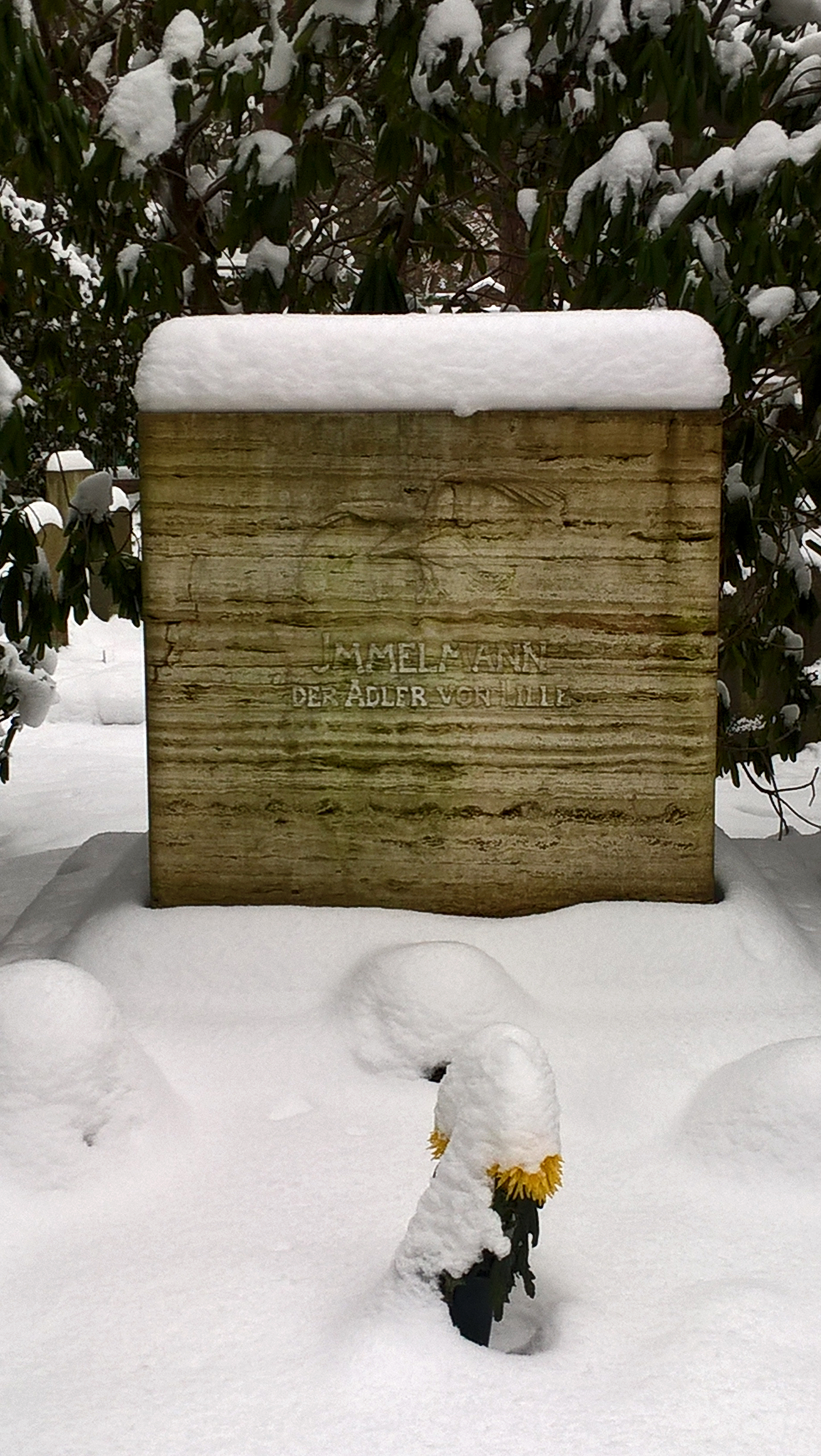
A sepultura após o roubo e profanação

Foi um pioneiro da aviação de caça e muitas vezes é erroneamente creditado com a primeira vitória aérea usando uma arma sincroniza (com a hélice), que ocorreu em 15 de julho de 1915 pelo ás alemão Kurt Wintgens. Ele foi o primeiro aviador a vencer o Pour le Mérite (coloquialmente conhecido como "Blue Max" em sua homenagem), e foi premiado ao mesmo tempo que Oswald Boelcke. Seu nome foi ligado a uma tática comum de voo, como a "manobra de Immelmann" (ou simplesmente Immelmann). Teve pelo menos quinze vitórias em combate.

## Honrarias
- Cruz de Ferro de 2.ª e 1.ª classe
- Ordem da Casa de Hohenzollern
- Ordem de mérito militar (Württemberg)
- Pour le Mérite